# Iosif Sevastias
Sevasti chir Iosif (n. 1745-1750 în Malaia, Plasa Loviștea, Jud. Argeș, d. Oct 1820, Mănăstirea Antim, București). Și-a făcut instructța primară și religioasă la Mănăstirea Cozia unde s-a și călugărit. Conform unor surse alternative a fost călugărit la Mănăstirea Turnu, pe valea Oltului, nu departe de Cozia. 
A fost numit episcop de Argeș după înființarea acesteia în 1794 ca a treia episcopie în Valahia. Celelalte două erau Episcopia Râmnicului (episcop Nectarie) și a Buzăului (episcop Costandie). Pe 23 februarie 1794 Alexandru Moruzi a emis un hrisov de înființare a episcopiei de Argeș.
A murit în octombrie 1820 după ce păstorise pe scaunul episcopal de Argeș până în acel an.
Detalii biografice mai detaliate se pot găsi în monografia lui Teodor Mavrodin.